# Публій Сервілій Пріск (консул 463 року до н. е.)
Пу́блій Серві́лій Пріск (лат. Publius Servilius Priscus; ? — 463 до н. е.) — політичний і військовий діяч Римської республіки, консул 463 року до н. е.

## Біографічні відомості
Походив з патриціанського роду Сервіліїв. Син Спурія Сервілія Пріска, консула 476 року до н. е. Про молоді роки відомості не збереглися.
Відомо, що 463 року до н. е. його було вибрано консулом разом із Луцієм Ебуцієм Гельвою. Але приблизно за місяць обидва консули, чверть сенаторів та усі плебейські трибуни померли під час виниклої в Римі епідемії, найімовірніше чуми або ж якогось з тифів. 